# Paul Smith
Paul Smith (født 4. maj 1948 på Vesterbro i København) er forfatter, uddannet som journalist ved A-Pressen 1966-69 og cand.mag. med hovedfag i historie 1982 og bifag i filosofi 1994. Han har i mange år beskæftiget sig med politisk revy og satire. Han var lærer på Askov Højskole 2000-2006.
Smiths mor er Karen Smith.

## Spindoktor
Paul Smith har været talsmand for Sammenslutningen af Bevidst Arbejdssky Elementer (SABAE) og blev i en årrække spindoktor og kampagneleder for Jacob Haugaard, da denne 7 gange stillede op til Folketinget som løsgænger og til sidst blev valgt ind i 1994. Paul Smith var bl.a. ophavsmand til Jacob Haugaards politiske krav om medvind på cykelstierne.
Senest har han været seniorrådgiver for digteren Yahya Hassan, der stillede op ved Folketingsvalget 2015.

## Palmemordet
Paul Smith fik sin egentlige debut som forfatter i 2006 med romanen Opklaringen af et meget omtalt mord, hvor handlingen kredser om mordet på den svenske statsminister Olof Palme 28. februar 1986. I 2010 vendte han tilbage til Palmemordet med den faglitterære bog Den endelige opklaring, hvor han argumenterede for at morderen var den person, der blev omtalt under pseudonymet "GH" i den svenske kommissionsrapport om efterforskningen af Palmemordet.
I 2012 kunne Smith i bogen Palmes Morder? afsløre navnet bag pseudonymet som Christer Andersson. Afsløringen bragte ham straks i medierne. TV2 Østjylland bragte et interview på 11 minutter, hvor Paul Smith forklarede hvordan han fandt frem til den sandsynlige gerningsmand efter at være kontaktet af en anonym kilde i det svenske politi, som forsynede ham med fortroligt og hidtil ukendt materiale fra politiets efterforskning. Også svenske medier omtalte bogen. Expressen citerede dog den eneste politimand, der stadig efterforskede Palme-mordet, for at Paul Smith ikke havde haft adgang til hemmeligt materiale.

## Diverse aktiviteter
Paul Smith skrev teksterne til Esbjerg Revyen 1976-81, sammen med bl.a. Karen Smith. Han har lavet radiodramatik og spillet cabaret. Han skrev teksterne til Randers Vinterrevy 1990-94 i samarbejde med Poul Jeberg.
Han var i flere år blandt initiativtagerne til et medvinds-cykelkursus på Askov Højskole.
Han indgik i 2006 i dommerpanelet for Husets Forlag ved uddelingen af Fantast-prisen.
Han er gæsteforfatter på en webside om poker, hvor han skriver små artikler om historiske bluffnumre, der minder om pokerspillet.

## Udgivelser

### Bøger
- Arbejde adler. En cabaret om det 20. århundredes guddom. 1985
- Stem Jacob ud af Århus 1990 ISBN 978-87-7483-253-9
- Smith søger stillingen! 1995 ISBN 978-87-7483-347-5 – Paul Smiths jobansøgninger og de svar, han modtog.
- Opklaringen af et meget omtalt mord 2006[9]
- Mordet på Imamen 2008
- Den passionerede lejemorder 2009[10]
- Mordet på Olof Palme. Den endelige opklaring 2010
- Palmes Morder? 2012[11]
- Kampen om Staunings stol 2015[12]
- Palmemordet. Historier og gøglebilleder fra en postfaktuel verden 2017[13]

### Artikler
- Dumhed på stylter, Ekstra Bladet 30. november 1997

### Medforfatter til
- Arbejdsfrihedens Spøgelse 1979 ISBN 87-87582-84-8
- Antipolitik – Hinsides al statskunst 1981 ISBN 87-7483-050-3
- Hvis arbejde er sundt, så giv det til de syge! 1986
- Håndbog for førstegangsvælgere 1994 ISBN 978-87-7739-222-1
- Sørensen & Smith 1996

### Plader
- Jacob Haugaard: De dovne synger (måske) 1982